# Ельзевіри

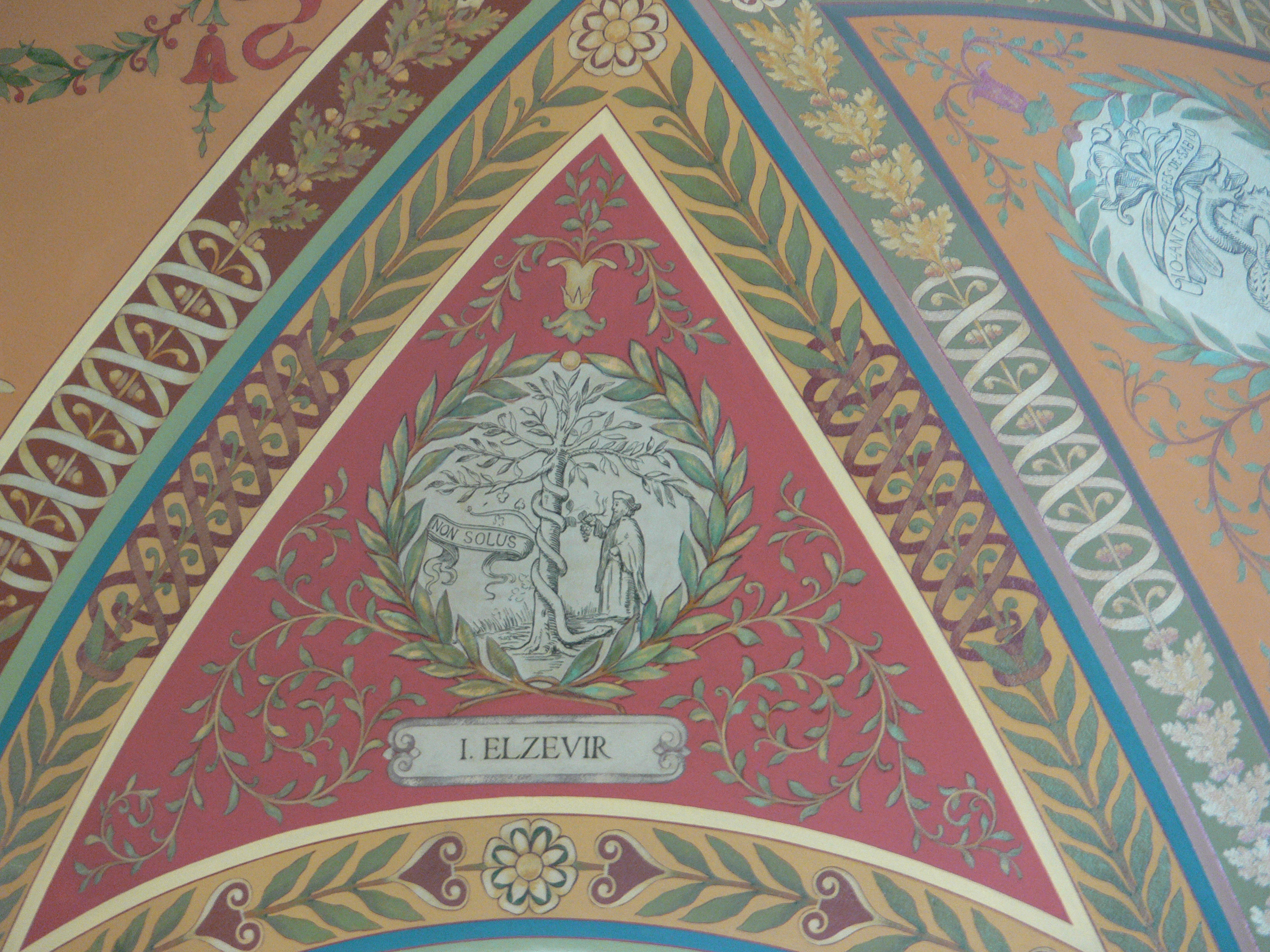
Одна з емблем видавничої фірми Ельзевірів на виданні з Бібліотеки Конгресу США

Ельзевіри (нід. Elsevier) — родина нідерландських друкарів, яка заснувала і володіла однойменною видавничою фірмою, добре відомою в Західній Європі та Україні. Ельзевірами також називають винайдені ними шрифти і видані їхнім видавництвом книги.

## Історія
Історія родини Ельзевірів насамперед пов'язана з їхньою видавничою фірмою, що існувала від 1581 до 1712 року і мала центри у Лейдені, а з 2-ї половини 17 століття — в Амстердамі. Засновник фірми — Лодовейк Старший (імовірно, 1546—1617), починав свою професійну діяльність палітурником у майстерні Крістофа Плантена. З численної родини найбільше прислужилися видавничій справі Лодовейк Старший, Матіас, Бонавентура (1583—1652), Ісаак (1596—1651), Лодовейк Молодший (1604-70), які розвинули міжнародну книготоргівлю, мали представництва своєї фірми в Англії, Німеччині, Данії, Франції, Італії, видавали книги різними мовами з різних галузей знань, зокрема цінними вважаються топографічні описи країн.
Ельзевіри винайшли нові шрифти, які часто так і називаються «ельзевіри». Особливість цих шрифтів — так звані «серіфи», тобто перетинки на краях літер, які покращують читання тексту. Саме таким шрифтом написане слово «Вікіпедія» ліворуч під емблемою.
Загалом було видано понад 2200 книг, близько 3000 університетських дисертацій. Видання Ельзевірів мали привабливе, вишукане оздоблення, чіткий, гарний шрифт, кишеньковий формат і були доступними в ціні, на них друкувалися спеціальні знаки: богиня Мінерва під деревом, пустельник під деревом, глобус, орел.
У Науковій бібліотеці України імені В. І. Вернадського зберігається понад 1000 примірників видань Ельзевірів. Велика кількість ельзевірів зберігається також у Львівській національній науковій бібліотеці України імені Василя Стефаника.
Нині ельзевірами називають надруковані цією родиною книги, а також винайдені шрифти.
У 1880 році була заснована нова видавнича фірма-спадкоємниця Elsevier. Зараз це одне з провідних наукових видавництв у світі.

## Декілька публікацій Ельзевірів

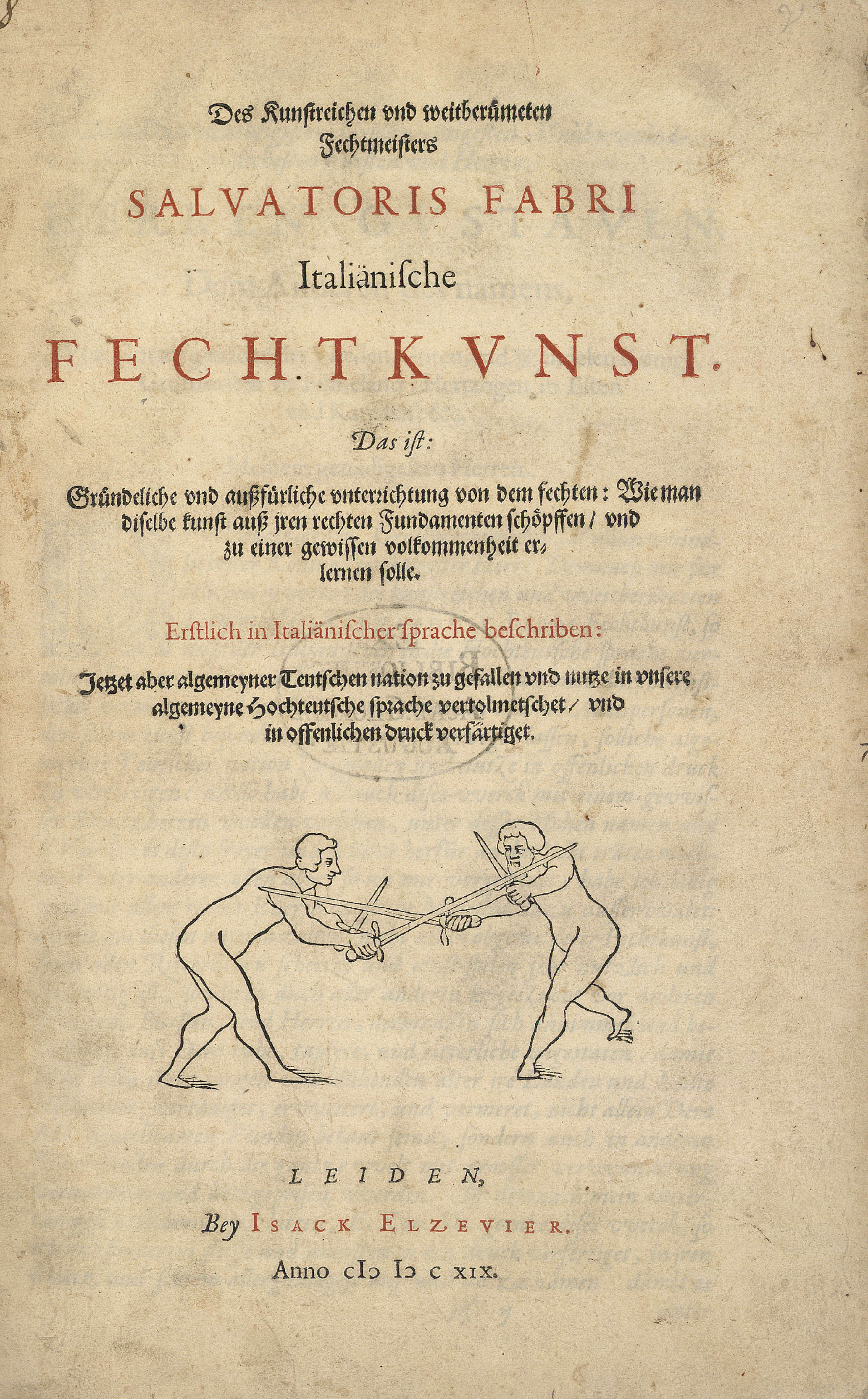
Німецький переклад трактату Сальвадора Фабріса про мистецтво фехтування, опублікований 1619 року в Лейдені Ісааком Ельзевіром.
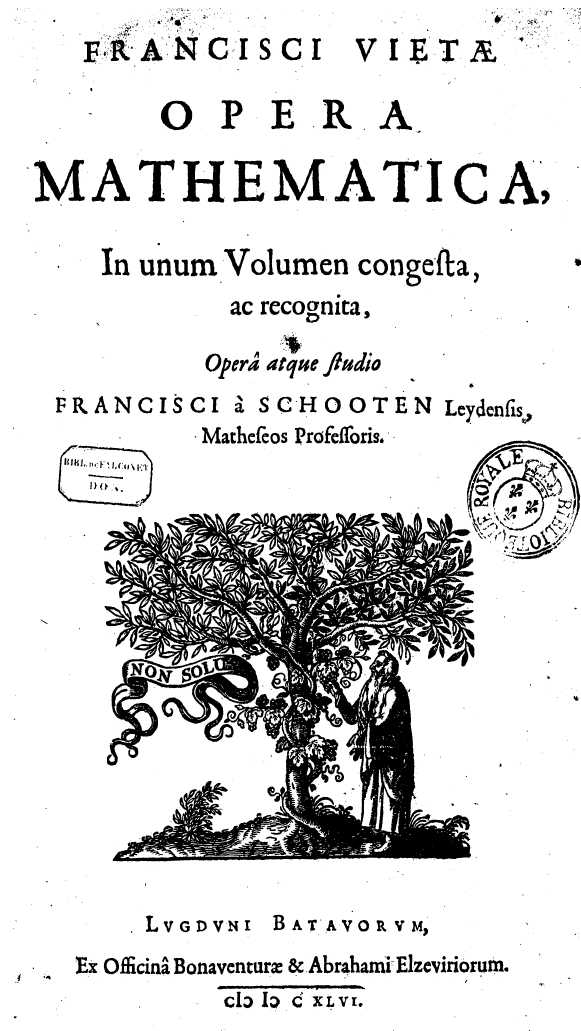
Математичні праці Франсуа В'єта, опубліковані 1646 року в Лейдені Бонавентурою та Абрагамом Ельзевірами.
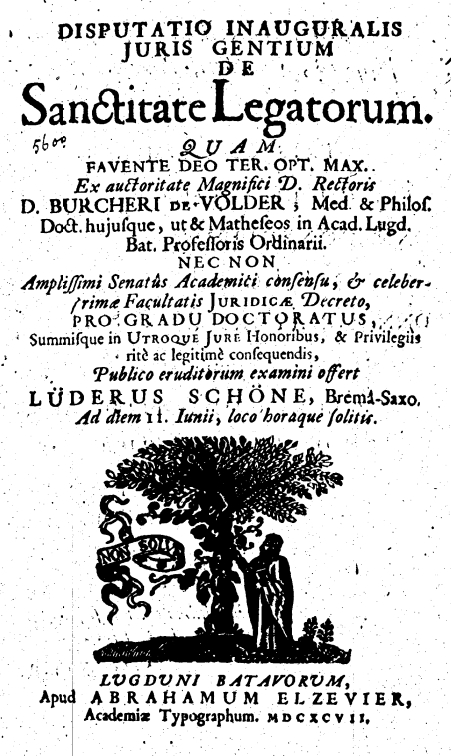
Правничий трактат, опублікований в 1697 році Абрагамом Ельзевіром.
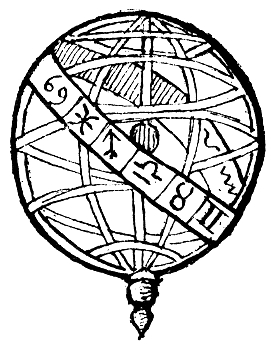
Одна з емблем Ельзевірів.